# Odienné flygplats
Odienné flygplats är en flygplats vid staden Odienné i Elfenbenskusten. Den ligger i den nordvästra delen av landet, 400 km nordväst om huvudstaden Yamoussoukro. Odienné flygplats ligger 417 meter över havet. IATA-koden är KEO och ICAO-koden DIOD. Flygplatsen, som har reguljära inrikesflyg, hade 348 starter och landningar med totalt 5 392 passagerare och ingen frakt 2021.